# 민병두
민병두(閔丙梪, 1958년 6월 10일~)는 대한민국의 기자 출신 정치인이다. 제17 · 19 · 20대 국회의원을 지냈다.
제21대 국회의원 선거를 앞두고 있던 더불어민주당의 후보 공천 과정에서 배제되자 2020년 3월 15일에 더불어민주당에서 탈당하고 무소속으로 출마했다. 하지만 2020년 4월 9일에 장경태 더불어민주당과의 후보 단일화를 위하여 사퇴했다.

## 학력
- 1971년 봉래국민학교 졸업
- 1974년 대동중학교 졸업
- 1977년 경기고등학교 졸업
- 1990년 성균관대학교 무역학과 학사

## 경력
- 1991년 문화일보 기자
- 1999년 문화일보 워싱턴특파원
- 2003년 문화일보 정치부장
- 2005년 독립기념관 이사
- 2007년 사랑의 장기기증운동본부 이사
- 2007년 희망나눔책운동본부 대표
- 2008년 대구가톨릭대학교 명사초빙교수
- 5·18 민주화 운동 유공자
- 2017년 제19대 대통령선거 더불어민주당 문재인 후보 특보단 총괄특보단장
- 2021년 1월 ~ 2024년 9월: 제18대 보험연수원 원장
- 2021년 2월 ~ 2021년 11월 : 국회 국민통합위원회 경제분과위원

### 의정활동
- 2004년 5월 30일 ~ 2008년 5월 29일: 17대 비례대표 국회의원 (열린우리당)
- 열린우리당 17대 총선 기획단장, 국회 문화관광위원
- 2004년: 열린우리당 전략기획본부장
- 2006년: 국회 교육위원, 국회 예산결산특위위원
- 2007년: 열린우리당 홍보기획본부장
- 2007년: 열린우리당 정책위원회 수석부의장 겸 열린정책연구원 수석부원장
- 2008년: 제18대 총선 서울 동대문을 후보(통합민주당)
- 2012년 5월 30일 ~ 2016년 5월 29일: 제19대 국회의원 (서울 동대문구 을)
- 2012년: 국회 정무위원
- 2013년: 민주당 전략홍보본부장, 민주정책연구원 부원장
- 2014년: 국회 정무위원, 국회 예산결산특위위원
- 2014년: 새정치민주연합/더불어민주당 민주정책연구원 원장
- 2016년 5월 30일 ~ 2020년 5월 29일: 제20대 국회의원 (서울 동대문구 을)
- 2016년: 국회 정무위원

## 범죄전력

### 무허가 집회 개최 및 사회적 불안 야기 시위 주관·선동
민병두는 1979년 11월 경부터 1981년 6월 경까지 당국의 허가 없이 반체제의식이 담긴 사회과학서적에 관한 세미나를 하는 등 불법집회를 하고, 신군부 타도 등 현저히 사회적 불안을 야기시킬 우려가 있는 시위를 주관하거나 음모·선동하였다.
1981년 8월 31일 서울형사지방법원에 집회및시위에관한법률위반으로 공소제기되었다.
1982년 1월 22일 오후 4시 서울형사지방법원 합의11부(재판장 허정훈 부장판사)는 민병두에게 집회및시위에관한법률위반으로 징역 3년을 선고했다.
1982년 5월 22일 오전 10시 서울고등법원 형사1부(재판장 최종영)는 항소심에서 원심 판결을 파기하고 민병두에게 징역 및 자격정지 2년을 선고했다.
2010년 12월 30일 서울고등법원 형사5부(부장판사 안영진)는 재심 재판에서 민병두의 집회및시위에관한법률위반 혐의에 대해 면소 판결을 내렸다. 민병두는 1989년 3월 29일 법률 제4095호로 개정되기 전의 집회및시위에관한법률 제3조 제1항 제4호의 “현저히 사회적 불안을 야기시킬 우려가 있는 집회 또는 시위 금지”를 적용받았는데, 법률을 개정하여 삭제한 것은 종전의 입법이 부당하다는 반성적 고려에 의한 것이므로 형사소송법 제326조 제4호 소정의 “범죄 후 법령개폐로 형이 폐지된 때”에 해당한다고 하여 면소를 선고하였다.
2012년 6월 15일 대법원 1부(주심 이인복 대법관)는 상고를 기각하여 민병두의 집회및시위에관한법률위반 혐의를 면소 판결한 것이 정당하다고 판단했다.
민병두는 집회및시위에관한법률위반이 면소가 아닌 무죄가 선고되어야 한다며 헌법소원청구를 하였으나, 2014년 5월 29일 헌법재판소는 이를 각하하였다.

### 국가보안법 위반
1987년 2월 3일 검찰은 무장 봉기로 정부를 전복하고 제헌의회를 소집해 사회주의 국가 건설을 목표로 하여 각종 폭력 시위를 배후 조종해 온 <제헌의회그룹>을 적발해 24명을 국가보안법위반 혐의로 구속, 2명을 불구속 입건, 6명을 훈방했다고 발표했다. 민병두(구속)는 배우자 목혜정과 함께 조직해 투신, 경인지방위원장으로 활동하며 제헌의회그룹 지도부의 지령을 받아 학생지도책 강석령 등과 30여건의 폭력 시위를 배후 조종했다.
민병두는 1987년 11월 17일 국가보안법위반으로 징역 5년, 자격정지 5년이 선고되었으며 1988년 12월 21일 잔형사면특별복권되었다.

## 논란

### 재산세 체납
2005년 재산세 47만원을 체납했다.

### 성추행 의혹
2018년 3월 10일 뉴스타파의 김경래 기자는 2008년 민병두가 사업가 A씨(여성)를 성추행 했다는 사실을 보도했다. A씨는 2008년 5월 경 민병두와 저녁 식사를 했고, 민병두가 노래방에 가자고 제안하여 노래주점 룸에 갔다. 이때 민병두가 부르스를 추자고 하여 그에 응하자, 갑자기 민병두가 혀를 들이밀어 키스를 했고 정신을 수습한 뒤 귀가하면서 살펴보니 자신의 바지 지퍼가 열려 있었다고 주장했다. 민병두는 취재 기자에게 노래방에 간 사실은 맞으나 누가 합의하고 신체 접촉을 하냐, 신체 접촉은 있었겠지만 어떤 정도 수준까진지 모르겠다고 말했다. 그리고 보도 당일, 성추행은 사실이 아니지만 “정치를 하면서 한 인간으로서 제 자신에게 항상 엄격했다. 제가 모르는 자그마한 잘못이라도 있다면 항상 의원직을 내려놓을 생각을 갖고 있었다”는 입장을 밝히며 의원직 사퇴를 선언했다. 하지만 지역구민과 더불어민주당 지도부의 설득으로 인해 5월 4일 의원직 사퇴를 철회하였다.

### 북미관계 잠자리에 비유 발언 논란
도널드 트럼프 미국 대통령과 김정은 북한 국무위원장을 로미오와 줄리엣에 각각 비유한 글을 페이스북에 올렸다. "김정은은 손부터 잡고(핵실험중지-군사훈련중단), 키스로 가고(종전선언-연락사무소 개설·인도적 지원 재개), 그러다가 서로 잠자리(비핵화-북미수교·제재해제)를 함께 하자는 것이다"라고 북미간 쟁점 사안을 연애와 결혼에 빗대 설명하였으나, '정절', '키스', '잠자리' 등의 낱말을 동원한 비유는 부적절하다는 비판이 나왔다. 현재 이 글은 삭제되었다.

## 역대 선거 결과
|  | 38.26% |

|  | 41.07% |

|  | 52.89% |

|  | 58.16% |

|  | 0% |

## 소속 정당
| 소속 정당 | 소속 정당      | 소속 기간 | 비고           |
| --------- | -------------- | --------- | -------------- |
|           | 열린우리당     | 2003~2007 | 창당 정계 입문 |
|           | 대통합민주신당 | 2007~2008 | 합당           |
|           | 통합민주당     | 2008      | 합당           |
|           | 민주당         | 2008~2011 | 당명 변경      |
|           | 민주통합당     | 2011~2013 | 합당           |
|           | 민주당         | 2013~2014 | 당명 변경      |
|           | 새정치민주연합 | 2014~2015 | 합당           |
|           | 더불어민주당   | 2015~2020 | 당명 변경      |
|           | 무소속         | 2020~2021 | 탈당           |
|           | 더불어민주당   | 2021~현재 | 복당           |

## 같이 보기
- 대한민국 제17대 국회의원 선거 열린우리당 후보 목록#비례대표
- 동대문구 을
- 서울 동대문구의 국회의원